# 威海衛行政區
威海衛行政區是中國的一個特別行政區，位於山東半島最東端，北、東、南三面瀕臨黃海，原為英國殖民地英租威海衛。

## 名稱由來
明洪武三十一年（1398年），為防倭寇侵擾，設威海衛，取“威震海疆”之意，「威海」即由此而來。
「行政區」稱呼源自於原中華民國公告疆域行政區劃中特別行政區之編制。國民政府從列強收回領土後，考慮到該地與中國本土間社會各方面的巨大差異，因此設立具備過渡性質的特別行政區。

## 管轄範圍
威海衛行政區轄地涵蓋前英租威海衛除劉公島以外的全部範圍。英國由1898年起根据《訂租威海衛專條》租借威海衛32年，此後將威海衛大部分範圍歸還中國，不過英國當局與國民政府另立租約，續租劉公島10年。

## 歷史沿革

### 背景
威海市是中国第一支现代海军的摇篮，也是1894－1895年甲午战争时北洋海军的一个重要军事基地。1895年，日军从荣成登陆，攻占威海卫。1898年（光绪二十四年）7月1日，滿清政府与英国签订了《订租威海卫专条》。

### 歸還中國
英国租借32年后，在1930年归还中国，設為省級威海衛行政區，準用直轄市法規。1930年10月，中国收回除刘公岛外的威海卫，置威海卫行政区，直属国民政府行政院。

### 日佔時期
抗戰時期日本傀儡政權北京臨時政府和汪精衛政權之華北政務委員會將其改為縣級特別區，由烟台管辖。刘公岛至1940年由英国「退还」重慶國民政府，但不久後劉公島也隨著威海衛行政區一同被日軍佔領。

### 抗戰勝利後
1945年（民國34年）10月威海衛行政區撤銷後併入山東省，改為省轄市並定名為威海衛市。